# Искрен Маринов
Искрен Маринов е български автомобилен състезател, състезаващ се за тима на АРТ Рейсинг Тим, Варна, със състезателен автомобил Мицубиши Лансер ЕВО 9 Х4, Клас А8.

## Биография
Искрен е роден на 28 юли 1977 година във Варна. Започва своята състезателна кариера в състезания с картинг.

## Състезателна кариера
Става шампион по картинг през 2006 година в състезанието „LAUTA GRAND PRIX 2006“, което се провежда на писта „Лаута“ в Пловдив.
Дебютира в Националния пистов шампионат на България през 2009 година.
- Искрен Маринов преди втория специален етап на Рали „Траянови врата“, 2010
- Маринов преследва Борис Борисов (Субару Импреза WRX), по време на състезанието на затворен маршрут, Писта София, 2009 г.